# Pattensen (Winsen)
Pattensen ist ein Ortsteil von Winsen (Luhe) und liegt in der Vorgeest etwa 30 km südöstlich von Hamburg im Landkreis Harburg in Niedersachsen.

## Geschichte
Die Gegend um Pattensen wurde bereits in der Jungsteinzeit und Bronzezeit besiedelt. Das belegen 31 Grabhügel aus dieser Zeit. Der Ort selbst wurde erstmals 867 als „Pathihusen“ in einer Urkunde des Klosters Corvey erwähnt. 1197 fand er als „Pattenhusen“ in der Gründungsurkunde des Klosters Buxtehude (Altkloster) erneut Erwähnung.
1627 wurde Pattensen vollständig von dänischen Truppen im Dreißigjährigen Krieg verwüstet.
Bis 1866 hatte ein Amtsvogt seinen Sitz in Pattensen.
Am 1. Juli 1972 wurde Pattensen in die Kreisstadt Winsen (Luhe) eingegliedert.

## Politik
Ortsvorsteherin von Pattensen ist Meike Neven.

## Sehenswürdigkeiten und Kultur

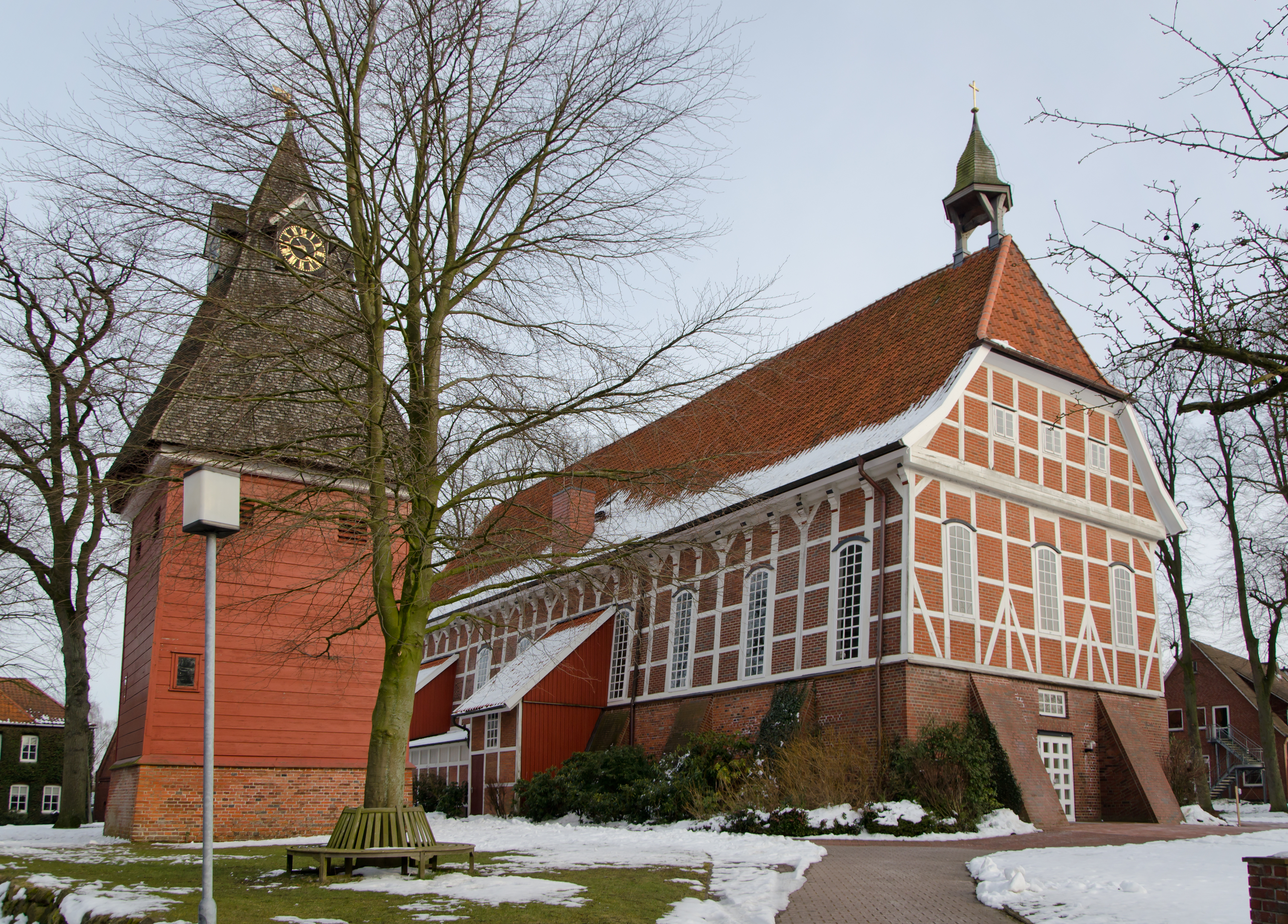
St. Gertrud mit Glockenturm

### Bauwerke
Auf einem kleinen Hügel im alten Ortskern Pattensens befindet sich die 1629 eingeweihte Kirche St. Gertrud. Ihr Vorgänger wurde 1627 im Dreißigjährigen Krieg zerstört. Die Grundmauern stammen aus der Zeit um 900 n. Chr. Aus der Zeit des Neubaus stammen Kirchenbuch (1642), eine kleine Glocke (1647), eine Bibel (1650), zwei Messingleuchter (1659) sowie Altar, Kanzel und Empore. Der Taufstein mit Schale ist aus dem 18. Jahrhundert. Die Orgel wurde 1885 von Heinrich Röver gebaut.
Neben der Kirche befindet sich der freistehende hölzerne Glockenturm von 1850. Er wurde 1633 gebaut und ist 1906 um eine Turmuhr ergänzt worden.

### Sehenswürdigkeiten
Der Kirchplatz wird von 30 Linden gesäumt; auf ihm ist die 1949 von J. F. Weule gegossene Kirchenglocke ausgestellt, welche 2003 durch eine neue Glocke ersetzt wurde.
Auf dem Dorfplatz steht eine über 450 Jahre alte Platane.

### Regelmäßige Veranstaltungen
Jährlich wird in Pattensen am ersten vollen Februarwochenende das Faslamsfest gefeiert. Am Sonnabend findet die Feier statt, am Sonntag gibt es einen Festumzug durch das Dorf.
Seit 1993 gibt es in Pattensen wieder einen Vieh- und Herbstmarkt, welcher am ersten vollen Wochenende im Oktober stattfindet. Auf diesem Markt entwickelte sich aus der alten Tradition des Verkaufes von Pütt un Pann der Kunstgewerbe-, Handwerker- und Flohmarkt, wo sich Hobbykünstler, Handwerker und Reisende nebeneinander präsentieren. Das Festzelt, in dem Kaffee und Kuchen serviert wird, bildet dabei den Mittelpunkt. Der Markt gilt als Treffpunkt für ortsansässigen Vereine und Verbände, aber auch zahlreiche Bürger aus der Umgebung.
Seit 1999 findet immer am dritten Adventswochenende ein Weihnachtsmarkt mit Holzbuden rings um die St.-Gertrud-Kirche statt.

## Wirtschaft und Infrastruktur
Pattensen wird vor allem von mittelständischen Betrieben und Unternehmen geprägt. Von der Landwirtschaft leben heute noch 10 Familien, während es 1830 noch 32 Voll- und 5 Nebenerwerbshöfe waren.

### Bildung
In Pattensen sind eine Grundschule mit neuem Hortkindergarten (2011 erbaut) und zwei Kindergärten – darunter ein evangelisch-integrativer – ansässig.

### Verkehr
Der Bahnhof Pattensen liegt an der Bahnstrecke Winsen–Hützel. Hier verkehren vorwiegend Güterzüge.

## Persönlichkeiten
- Ludwig Flügge (1808–1883), deutscher lutherischer Geistlicher, Senior des Stadtkirchenministeriums in Hannover